# Josef Joachim Menzel
Josef Joachim Menzel (* 19. Juni 1933 in Mühlsdorf, Landkreis Neustadt O.S., Provinz Oberschlesien; † 29. August 2020 in Mainz) war ein deutscher Historiker.

## Leben und Wirken
Josef Joachim Menzel wurde im Alter von 13 Jahren mit seiner Familie aus seiner Heimat vertrieben. Er fand im Münsterland Zuflucht. Das Abitur und studierte anschließend Geschichte, Altphilologie und Germanistik in Münster und Heidelberg. Nach dem Staatsexamen 1959 wurde er von Heinrich Appelt in Graz promoviert mit einer Arbeit über die „Jura Ducalia“, die mittelalterlichen Grundlagen der Dominialverfassung. Am Institut für Österreichische Geschichtsforschung in Wien absolvierte er eine Ausbildung in den Historischen Hilfswissenschaften. Bei Ludwig Petry wurde er 1966 Assistent. Bei ihm habilitierte er sich 1969/70 mit einer Arbeit zu den schlesischen Lokationsurkunden des 13. Jahrhunderts. Er wurde 1973 außerplanmäßiger Professor und 1978 Universitätsprofessor an der Universität Mainz. Dort lehrte er bis zu seiner Emeritierung 1998. Seine Abschiedsvorlesung hielt er im Juli 1998 zum Thema Der Aufbruch Europas nach Osten im Mittelalter. 
Er beschäftigte sich insbesondere mit der Geschichte Schlesiens. Menzel gehörte zu den Herausgebern des ab 1963 erscheinenden sechsbändigen Schlesischen Urkundenbuches. Außerdem war er Herausgeber oder Mitherausgeber der dreibändigen Geschichte Schlesiens, der Schlesischen Lebensbilder sowie des Jahrbuchs der Schlesischen Friedrich-Wilhelms-Universität zu Breslau. Er war langjähriger Vorsitzender der Historischen Kommission für Schlesien und Zweiter Vorsitzender der Stiftung Kulturwerk Schlesien und des Gerhard-Möbus-Instituts an der Universität Würzburg. Menzel war Vertrauensdozent der Konrad-Adenauer-Stiftung und engagierte sich mehrere Jahre im Heimatwerk Schlesischer Katholiken. Er war Mitglied des Johann Gottfried Herder-Forschungsrates.

## Schriften (Auswahl)
Monographien
- Jura ducalia. Die mittelalterlichen Grundlagen der Dominialverfassung in Schlesien  (= Quellen und Darstellungen zur schlesischen Geschichte. Band 11). Holzner, Würzburg 1964, OCLC 1072396189.
- Die schlesischen Lokationsurkunden des 13. Jahrhunderts. Studien zum Urkundenwesen, zur Siedlungs-, Rechts- und Wirtschaftsgeschichte einer ostdeutschen Landschaft im Mittelalter (= Quellen und Darstellungen zur schlesischen Geschichte. Band 19). Holzner, Würzburg 1977, OCLC 4373262.
- mit Wolfgang Stribrny und Eberhard Völker: Alternativ-Empfehlungen zur Behandlung der deutsch-polnischen Geschichte in den Schulbüchern (= Fakten, Meinungen, Argumente. Band 5). Rumpeltin, Mainz 1979, ISBN 3-7758-0973-2.
- Der Aufbruch Europas nach Osten im Mittelalter. Abschiedsvorlesung gehalten am 7. Juli 1998 im Philosophicum der Johannes-Gutenberg-Universität zu Mainz. Ludwig-Petry-Institut, Mainz 1998, ISBN 3-00-004012-9.

Herausgeberschaften
- mit Lothar Bossle, Gundolf Keil und Eberhard Günter Schulz: Schlesien als Aufgabe interdisziplinärer Forschung  (= Schlesische Forschungen. Band 1). Thorbecke, Sigmaringen 1986, ISBN 3-7995-5851-9.